# Bronskungsfiskare
Bronskungsfiskare (Chloroceryle aenea) är en fågel i familjen kungsfiskare inom ordningen praktfåglar.

## Utseende
Bronskungsfiskaren är en mycket liten kungsfiskare, endast ungefär hälften så stor som grön kungsfiskare. Den skiljs också lätt från denna genom den rostfärgade undersidan och det endast svagt kontrasterande ljusa halsbandet (lysande vitt hos grön kungsfiskare). Honan har ett smalt grönt bröstband som hanen saknar.

## Levnadssätt
Bronskungsfiskaren hittas vid skuggiga skogsbelägna vattendrag och i mangroveträsk. Där sitter den vanligen rätt lågt ovan vattenytan.

## Utbredning och systematik
Bronskungsfiskare delas in i två underarter:
- C. a. stictoptera – förekommer från södra Mexiko och Yucatánhalvön till norra Costa Rica
- C. a. aenea – förekommer från centrala Costa Rica till norra Bolivia, Trinidad, Guyana och Brasilien

## Status och hot
Arten har ett stort utbredningsområde, men tros minska i antal, dock inte tillräckligt kraftigt för att den ska betraktas som hotad. Internationella naturvårdsunionen IUCN listar arten som livskraftig (LC). Beståndet uppskattas till i storleksordningen en halv miljon till fem miljoner vuxna individer.